# Sucre (ort i Colombia, Cauca, lat 2,04, long -76,92)
Sucre är en ort i Colombia.   Den ligger i departementet Cauca, i den sydvästra delen av landet, 400 km sydväst om huvudstaden Bogotá. Sucre ligger 1 138 meter över havet och antalet invånare är 2 552.
Terrängen runt Sucre är kuperad åt nordväst, men åt sydost är den bergig. Runt Sucre är det ganska tätbefolkat, med 83 invånare per kvadratkilometer. Närmaste större samhälle är El Bordo, 10,8 km nordväst om Sucre. I omgivningarna runt Sucre växer i huvudsak städsegrön lövskog.